# Martin Ardbo
Karl Martin Ardbo, född 16 oktober 1926 i Solna, död 15 juli 2004 i Oscars församling i Stockholm, var en svensk sjöofficer och företagsledare.
Ardbo blev sjöofficer 1948, löjtnant 1950 och kapten 1960; året därpå övergick han till reserven, där han befordrades till örlogskapten 1972. Han blev marknadsdirektör vid AB Bofors 1972, företagets artilleridirektör 1981, och verkställande direktör 1985. På grund av att Nobel Industrier bildats 1984 genom sammanslagning av Bofors och KemaNobel var posten som Bofors VD vid detta tillfälle inte längre den som VD och koncernchef för ett självständigt börsnoterat företag, utan innebar att vara VD för en dotterkoncern inom Nobel Industrier-koncernen, där vissa delar av den tidigare Boforskoncernen hade överförts till andra företag.
Martin Ardbo invaldes 1984 som ledamot i Kungliga Krigsvetenskapsakademien. Han är begravd på Galärvarvskyrkogården i Stockholm.

## Boforsaffären
I sin roll som chef vid Bofors figurerade Ardbo i Boforsaffären. Den 22 december 1989 fälldes Ardbo, tillsammans med direktörskollegorna vid Bofors Lennart Pålsson och Hans Ekblom, för varusmuggling och dömdes till villkorlig dom av Stockholms tingsrätt. Åtalet gällde smuggling av Robot 70 till Förenade Arabemiraten (närmare bestämt emiratet Dubai) och Bahrain via Singapore, som till skillnad mot gulfstaterna var ett godkänt mottagarland för svenska vapen. De tre direktörena fick betala kostnaderna för sina försvarsadvokater, vilket för Ardbo del innebar 920 000 kronor.
År 1999 kallades Ardbo till en rättegång i Indien men vägrade inställa sig. Bakgrunden var provisioner i samband med Bofors försäljning av Haubits 77B till Indien åren 1986, vilka påstods vara mutor och orsakat politisk skandal i Indien. En förundersökning om bestickning inleddes i Sverige 19 augusti 1987, men den lades ner i januari 1988 och något åtal väcktes aldrig.